# Sorocephalus clavigerus
Sorocephalus clavigerus är en tvåhjärtbladig växtart som först beskrevs av Richard Anthony Salisbury och Joseph Knight, och fick sitt nu gällande namn av John Hutchinson. Sorocephalus clavigerus ingår i släktet Sorocephalus och familjen Proteaceae. Inga underarter finns listade i Catalogue of Life.